# David Leslie (rugby à XV)
Pour les articles homonymes, voir David Leslie.
Pas d'image ? Cliquez ici

a Compétitions nationales et continentales officielles uniquement.

b Matchs officiels uniquement.
David George Leslie, né le 14 avril 1952 à Dundee, est un joueur de rugby à XV qui a joué avec l'équipe d'Écosse évoluant au poste de troisième ligne aile. 

## Biographie
David Leslie joue en club avec le Dundee HSFP puis le Gala RFC. Il connaît trois sélections avec les Barbarians de 1975 à 1985. Il dispute son premier test match le 1er février 1975 contre l'équipe d'Irlande. Il dispute son dernier test match le 16 mars 1985 contre l'équipe d'Angleterre. Il est trois fois capitaine de l'équipe d'Écosse.

## Palmarès
- Vainqueur du Tournoi des Cinq Nations en 1984 (Grand Chelem)

## Statistiques en équipe nationale
- 32 sélections (+ 1 avec le XV d'Écosse)
- 8 points (2 essais)
- Sélections par années : 6 en 1975, 4 en 1976, 1 en 1978, 1 en 1980, 7 en 1981, 1 en 1982, 4 en 1983, 5 en 1984, 3 en 1985
- Tournois des Cinq Nations disputés : 1975, 1976, 1980, 1981, 1982, 1983, 1984, 1985